# 제주출장소
제주출장소는 국립과학수사연구원의 제주 지역을 관할하는 출장소이다. 2019년 7월 3일 개소하였으며, 제주특별자치도 제주시 첨단로 221(영평동)에 위치하고 있다.